# Amadeu Llopart
Amadeu Llopart i Vilalta (Sant Martí de Provençals, 1888 - Barcelona, 1970) fue un arquitecto español, titulado en 1914. Fue autor del Palacio de la Metalurgia, Electricidad y Fuerza Motriz para la Exposición Internacional de Barcelona de 1929, en colaboración con Alexandre Soler i March, edificio a caballo entre el estructuralismo y el art déco. Participó en el Segundo Congreso de Arquitectos de Lengua Catalana y fue catedrático de la Escuela Técnica Superior de Arquitectura de Barcelona.